# Marie-Louise Debogis
Marie-Louise Debogis (nom d’artiste de  Marie Marguerite Mühlhauser), née à Genève le 15 août 1879, morte le 8 janvier 1950, est une pianiste suisse, cantatrice soprano, professeur de piano et de chant.

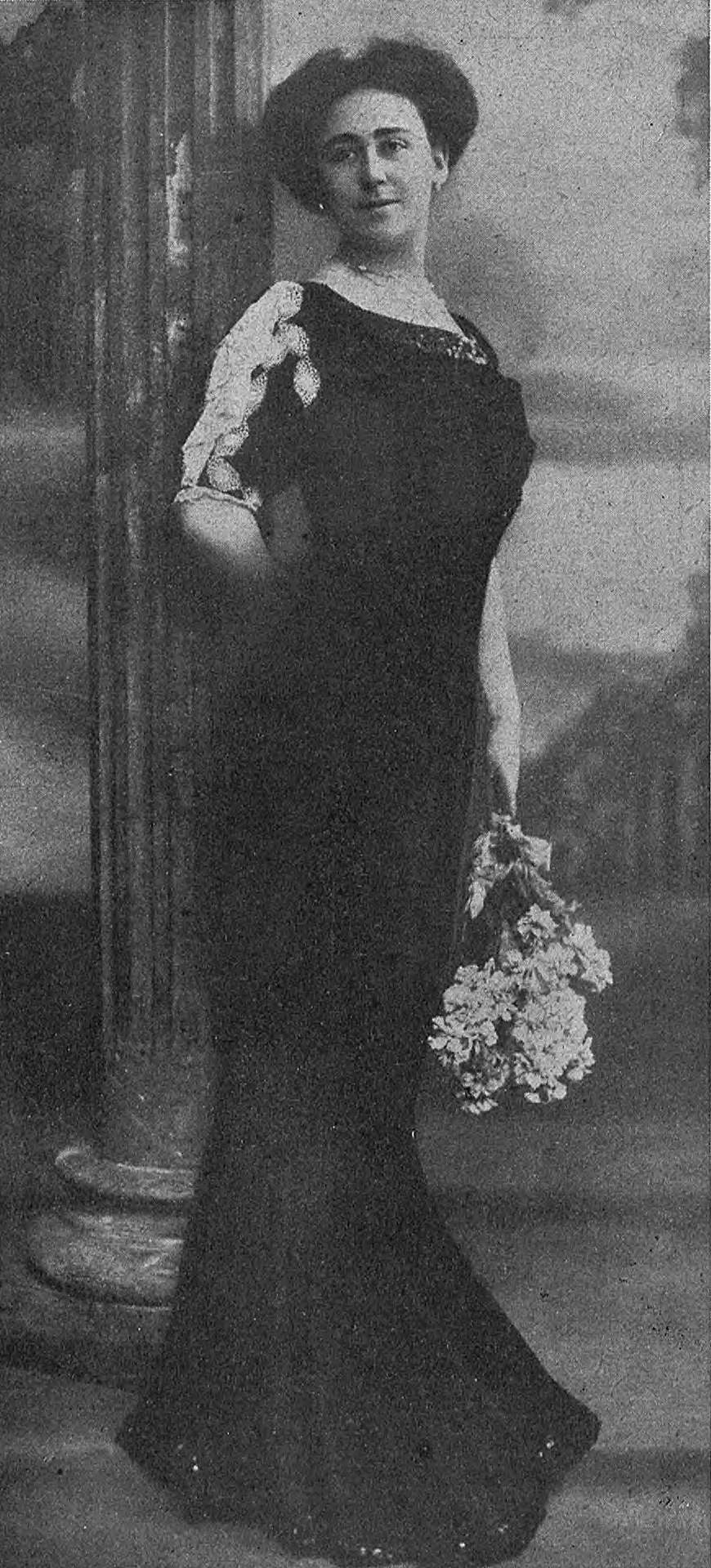
Marie-Louise Debogis (environ 1913)

## Biographie
Née à Genève de parents suisses, Marie Marguerite Mühlhauser épouse Jacques Henri Bohy le 15 août 1898 à Nyon (Suisse). Deux filles naissent de leur union.	
Son enfance se passe à Lyon dans un milieu où la musique joue un rôle important. Élève pour le piano et le solfège du Conservatoire de musique de cette ville, elle passe ses premiers concours publics et obtient un premier accessit en 1896. Encouragée par sa famille, elle commence l’étude du chant dès 1897 dans la classe du professeur Ribes dont elle sera l’accompagnatrice, ainsi que de Henri Alphonse Brin devenu plus tard le ténor Charles Dalmorès. Son mariage l'année suivante la ramène en Suisse où elle poursuit sa formation de cantatrice d’abord avec Willy Rehberg, professeur supérieur au Conservatoire de Genève, avant de devenir l’élève du professeur Léopold Ketten. Elle donne son premier concert à Nyon en décembre 1900, très vite suivi d’autres dans la région. 	

### Carrière
Marie-Louise Debogis aura dans sa carrière donné plusieurs centaines de recitals à travers l'Europe.
En 1905, elle rencontre à Paris Gabriel Fauré et Louis Aubert. Elle participe à des séances d’études avec le compositeur René Chansarel.	1906 marque ses débuts de cantatrice en Suisse alémanique. Elle fait la connaissance Ernest Ansermet et Emile Lauber dont elle chantera des mélodies notamment à Paris dans un Salon très sélect de l’époque, celui du peintre Madeleine Lemaire.
Dès 1908, sa carrière prend un tournant international et Gabriel Fauré l’engage pour une série de concerts à Milan. À Berlin, elle auditionne à l’Opéra royal devant le chef d’orchestre Edmund von Strauß (de) et l’agence Leonard lui demande l’exclusivité pour tous ses engagements en Allemagne et les pays scandinaves.	 
Cette même année, outre des concerts à Paris (en l’honneur de Camille Saint-Saëns), Genève et en Allemagne, elle donne une série de 24 concerts au Mexique, à Mexico principalement. 	 
À la suite d'un récital au Conservatoire Klindworth-Scharwenka (de) de Berlin, elle est invitée en 1909 à rencontrer Siegfried Wagner à Heidelberg. Ce dernier l’engage pour le Festival de Bayreuth de cette même année. Elle y interprétera Woglinde dans le trio des Filles du Rhin (Das Rheingold) et une Fille-fleur dans Parsifal. Sa carrière internationale est lancée. En fin d’année, prise du rôle d’Elsa pour une représentation de Lohengrin à Zurich, puis à Genève.	 
Suivent quatre années d'engagements à travers toute l’Europe. Elle continue néanmoins à prêter régulièrement son concours à la Fête des musiciens suisses, à participer aux concerts d’abonnement de la Tonhalle à Zurich et à se produire régulièrement en Suisse romande, à Genève notamment où elle habite.
Elle participe en 1911 à la Passion selon saint Matthieu donnée pour la première fois en allemand à Milan, en présence d'Arrigo Boito.
En 1912, elle chante avec l’orchestre du Gewandhaus de Leipzig sous la baguette de Arthur Nikisch et participe à Heidelberg à la Fête en l’honneur du centenaire de Liszt comme interprète de ses « Lieder ». Cette manifestation qui coïncide avec le cinquantenaire de la fondation de la Société des musiciens allemands (de) par ce même artiste revêt un lustre particulier avec Camille Saint-Saëns au pupitre et en présence de Richard Strauss. Elle chante pour la première fois sous la direction d’Ernest Ansermet au Kursaal de Montreux. À Berlin, en automne, elle reçoit la médaille d’or de l’ordre « Pour le Mérite » des mains du grand-duc Frédéric-François IV de Mecklembourg-Schwerin.	 
1913 est marqué par son engagement par l’Association des Concerts Lamoureux à Paris. L'année suivante, elle commence une tournée de récitals et de concerts en Allemagne principalement. Marie-Louise Debogis participe aux manifestations marquant le centenaire de l’entrée du canton de Genève dans la Confédération suisse avec une création de Émile Jaques-Dalcroze. Elle entreprend aussi une dernière tournée à l’étranger, avant le début de la Première Guerre mondiale, avec l’Orchestre Lamoureux de Paris.	 
La Première Guerre mondiale et la maladie (elle souffrait d’une forme de rhumatisme infectieux qui la laissera au fil des ans presque entièrement paralysée) vont briser la carrière de cette artiste. Ernest Ansermet la choisira comme soliste pour le premier concert de l’Orchestre de la Suisse romande, en 1918, où elle interpréta des pages d’Émile Jaques-Dalcroze et de Paul Benner.
Très inspirée par la musique de son temps, elle aura interprété au cours de sa carrière beaucoup d’œuvres de compositeurs suisses, mais aussi quantité d’œuvres de Eugen d’Albert, René Chansarel, Claude Debussy, Henri Duparc, Gabriel Fauré, César Franck, Pierre Maurice, Max Reger, Camille Saint-Saëns, Louis Spohr et Richard Strauss. Malgré son handicap, elle continuera à enseigner chant et piano. Il n’existe d’elle aucun enregistrement connu.
Marie-Louise Debogis meurt à Cologny (Genève) le 8 janvier 1950,.